# Slaget vid Zemaraimberget
Slaget vid Zemaraimberget var ett slag som enligt gamla testamentet utspelade sig mellan det nygrundade kungadömet Israel under kung Jerovam I och kungadömet Juda under kung Abijah I. Slaget var en seger för Juda och 500 000 israeliska soldater skall ha stupat. Både antalet stupade och antalet stridande på båda sidorna anses av dagens forskare som kraftigt överdrivet och många ifrågasätter om slaget inträffat över huvud taget. Det gamla testamentet nämner inget år eller datum för slaget men Edwin Thiele kronologin placerar slaget 913 f.Kr. 

## Bakgrund
Problemen uppstod när kung Rehovam av det enade israelitiska kungadömet beslutade sig för att höja skatterna vilket skapade missnöje bland de israelitiska stammarna med undantag för Judastammen och Benjaminstammen. De tio andra stammarna skickade en delegation till Jerusalem ledd av den före detta exilen Jerovam i syfte att få Rehovam att sänka skatterna igen men Rehovam vägrade. När stammarna fick reda på det förklarade de sig självständiga och den norra delen av Rehovams rike blev det nya kungadömet Israel där Jerovam valdes till konung. Händelsen kom att kallas Jerovams uppror som anses ha pågått fram till slaget vid Zemaraimberget. 
Rehovam reagerade snabbt på att mer än halva riket förklarat sig självständigt och han samlade ihop en armé på 180 000 man och begav sig norrut. Hans rådgivare bad dock honom att inte strida mot sitt eget folk och Rehovam beslutade sig därmed för att avbryta kampanjen och återvända till Jerusalem igen. Trots att Rehovam beslutat sig för att inte invadera Israel låg rikena i ständig konflikt och flera drabbningar och räder skedde vid deras gemensamma gräns. Fyra år efter Israels skapande invaderade farao Shishek Juda som kapitulerade. Shishek brände inga städer och skonade befolkningen i Juda men han tog alla Salomos skatter som krigsbyte innan han återvände till Egypten. Efter invasionen lugnades gränskonflikterna något.
När Rehovam dog efterträddes han av sin son Abijah I som var fast besluten om att ena riket igen. Abijah drog ihop en här på 400 000 man och begav sig norrut mot Efraimbergen. När Jerovam fick höra detta samlade han en här på 800 000 man och han begav sig söderut för att möta Abijah.

## Slaget
Arméerna möttes vid Zemaraimberget och innan slaget talade Abijah till den fiende armén:
"Hör mig, Jerovam och hela Israel! Skulle ni inte veta att det är Herren, Israels Gud, som har gett kungadömet över Israel åt David för evig tid, åt honom själv och hans söner, genom ett saltförbund? Men Jerovam, Nebats son, Davids son Salomos tjänare, reste sig och gjorde uppror mot sin herre. En skara löst folk slöt sig till honom, onda människor som blev för starka för Rehavam, Salomos son. Rehavam var ung och ängslig och kunde därför inte stå emot dem. Och nu menar ni er kunna stå emot Herrens kungadöme som tillhör Davids söner, eftersom ni är en stor skara och har hos er de guldkalvar som Jerovam gjorde till gudar åt er. Har ni inte drivit bort Herrens präster, Arons söner, och leviterna och själva gjort er präster, så som andra folk gör? Vem som än kommer med en ungtjur och sju baggar för att bli prästvigd får bli präst åt de gudar som inte är gudar. Men vi har Herren till vår Gud, och vi har inte övergett honom. De präster som gör tjänst inför Herren är Arons söner, och leviterna sköter tempeltjänsten. De offrar åt Herren varje morgon och varje kväll brännoffer och väldoftande rökelse. Och de ordnar med bröd på bordet av rent guld och med den gyllene ljusstaken, så att ljusen på den lyser varje kväll, för vi håller vad Herren vår Gud har befallt oss att hålla. Men ni har övergett honom. Och se, Gud är med oss, i spetsen för oss, och vi har hans präster med larmtrumpeterna för att blåsa till strid mot er. Ni Israels barn, strid inte mot Herren, era fäders Gud, för ni kommer inte att lyckas.”"
Med detta tal syftade Abijah till att få den israeliska styrkan att ge upp och att Jerovam skulle avsäga sig kronan men varken Jerovam eller israeliterna lyssnade till honom. Abijah vände sig då till sina egna trupper och sade "Gud är med oss som vår ledare" och slaget påbörjades därefter.
Jerovam hade förberett sig inför slaget genom att skicka en styrka bakom Juda rikes armé och när slaget inleddes anföll de samtidigt som huvudstyrkan. Abijah insåg att han råkat ut för en gigantisk kniptångsmanöver och han och hans armé bad till gud om hjälp innan han beordrade sina präster att blåsa i larmtrumpeterna. Därefter delade Abijah sin armé och mötte fienden på två fronter. Den Judiska (Kungadömet Juda) armén bestod av vältränade soldater utvalda av Abijah själv och de lyckades besegra den israelitiska armén på båda fronterna. Vid slagets slut hade 500 000 israeliska krigare stupat och när de flydde jagade Juda's armé efter dem. De intog Betel,  Jeshanah och Ephron under jakten innan de avbröt efterföljandet och utsåg sig som segrare. 

## Efterspel
Jerovam och hans rike var kraftigt försvagade efter striden och Israel utgjorde inte längre något hot mot Juda. Trots det invaderade Abijah inte resten av Israel och klyftan mellan de två rikena växte. Slaget anses som slutet på Jerovams uppror och Abijah dog två år efter slaget. Jerovam själv avled året efter det. Gränskonflikterna mellan Juda och Israel skulle komma att fortsätta i två århundraden innan Israel erövrades av det assyriska riket.